# Lista de cidades do Novo México

Localização do estado do Novo México nos Estados Unidos.

O Novo México é um estado localizado no oeste dos Estados Unidos. Segundo o Censo dos Estados Unidos de 2010, o Novo México é o 15º estado menos populoso com 2,059,192 habitantes, mas o 5º maior por área de terra que abrange 314,160.8 km² de área. O Novo México é dividido em 33 condados e contém 102 municípios incorporados consistindo de cidades, vilas e aldeias. Os municípios incorporados do Novo México cobrem somente 0.9% da área do estado, mas esta porcentagem é o lar de 64.6% de sua população.
O maior município por população no Novo México é Albuquerque com 545.852 residentes, e o menor município por população é Grenville com 38 residentes. O maior município por área de terra é Albuquerque que se espalha por 486,2 km², enquanto Virden é o menor com apenas 0,57 km².
Abaixo segue-se uma lista com as cidades do Novo México.

## A
- Alamogordo
- Albuquerque
- Angel Fire
- Artesia
- Aztec

## B
- Bayard
- Belen
- Bernalillo
- Bloomfield
- Bosque Farms

## C
- Capitan
- Carlsbad
- Carrizozo
- Causey
- Chama
- Cimarron
- Clayton
- Cloudcroft
- Clovis
- Columbus
- Corona
- Corrales
- Cuba

## D
- Deming
- Des Moines
- Dexter
- Dora

## E
- Eagle Nest
- Edgewood
- Elephant Butte
- Elida
- Encino
- Española
- Estancia
- Eunice

## F
- Farmington
- Floyd
- Folsom
- Fort Sumner

## G
- Gallup
- Grady
- Grants
- Grenville

## H
- Hagerman
- Hatch
- Hobbs
- Hope
- House
- Hurley

## J
- Jal
- Jemez Springs

## L
- Lake Arthur
- Las Cruces
- Las Vegas
- Logan
- Lordsburg
- Los Lunas
- Los Ranchos de Albuquerque
- Loving
- Lovington

## M
- Magdalena
- Maxwell
- Melrose
- Mesilla
- Milan
- Moriarty
- Mosquero
- Mountainair

## P
- Pecos
- Peralta
- Portales

## Q
- Questa

## R
- Raton
- Red River
- Reserve
- Rio Rancho
- Roswell
- Roy
- Ruidoso
- Ruidoso Downs

## S
- San Jon
- Santa Clara
- Santa Fe
- Santa Rosa
- San Ysidro
- Silver City
- Socorro
- Springer
- Sunland Park

## T
- Taos
- Taos Ski Valley
- Tatum
- Texico
- Tijeras
- Truth or Consequences
- Tucumcari
- Tularosa

## V
- Vaughn
- Virden

## W
- Wagon Mound
- Willard
- Williamsburg